# Immedingen
De Immedingen waren een adellijk geslacht uit Saksen, dat afstamde van de Saksische hertog Widukind.
In het 10e-eeuwse Saksen waren zij belangrijke weldoeners van de kerk. Leden waren onder andere Immed IV van Hamaland, Diederik van Hamaland, Emma van Lesum, Meinwerk, bisschop van Paderborn. en Mathilde van Ringelheim

## Voetnoten
1. ↑  (en)  "Blessed Meinwerk", lemma in Catholic Encyclopedia (1913). Gearchiveerd op 26 maart 2023.
2. ↑  D.J. Henstra, Friese graafschappen tussen Zwin en Wezer, pag. 76